# Big Four Live
Big Four Live ist ein Jazzalbum von Max Nagl, Steven Bernstein, Noël Akchoté und Bladley Jones. Es wurde als Gemeinschaftsproduktion des Schweizer Radio DRS und des Schweizer Jazzlabels HatHut Records am 5. September 2005 auf dem Jazz Festival Willisau mitgeschnitten und  2007 veröffentlicht.

## Das Album
Max Nagls Projekt Big Four entstand, als ihn der Produzent Werner X. Uehlinger mit den Aufnahmen der Original-Big Four, mit Sidney Bechet am Sopransaxophon, Muggsy Spanier am Kornett, Carmen Mastren an der Gitarre und Wellman Braud am Kontrabass, von 1940 bekannt machte. Die Band aus Max Nagl (Altsaxophon), Stephen Bernstein (Trompete), Noël Akchoté (Gitarre) und Bradley Jones (Bass) nahm 2002 ein erstes Album für Uehlingers Label HatHut auf (hatOLOGY 585).
Die Original-Big Four, die am 28. März und 6. April 1940 nur wenige Aufnahmen – darunter Jazzstandards wie China Boy, Sweet Lorraine, Squeeze Me, Sweet Sue, Just You und That’s a Plenty – einspielten
, waren mit ihrer Schlagzeug- und Piano-losen Besetzung Vorbild für die Kompositionen von Max Nagl und Steven Bernstein, die Swing, Tango und Blues streifen. Fünf der neuen Titel stammen vom gleichnamigen ersten Album der Big Four (Hat Hut, 2002).
Max Nagl sagte zu seinen Beweggründen:
„Ich wollte sowieso wieder etwas mit dem Trompeter Steven Bernstein machen. Das war die Gelegenheit dafür. Ich wusste, dass er sich im traditionellen Jazz sehr gut auskennt. Für mich war klar, dass auch er Stücke für diese Band schreiben soll. Ich selbst war eher an der Besetzung als direkt an der Musik von Bechet interessiert.“

## Titelliste

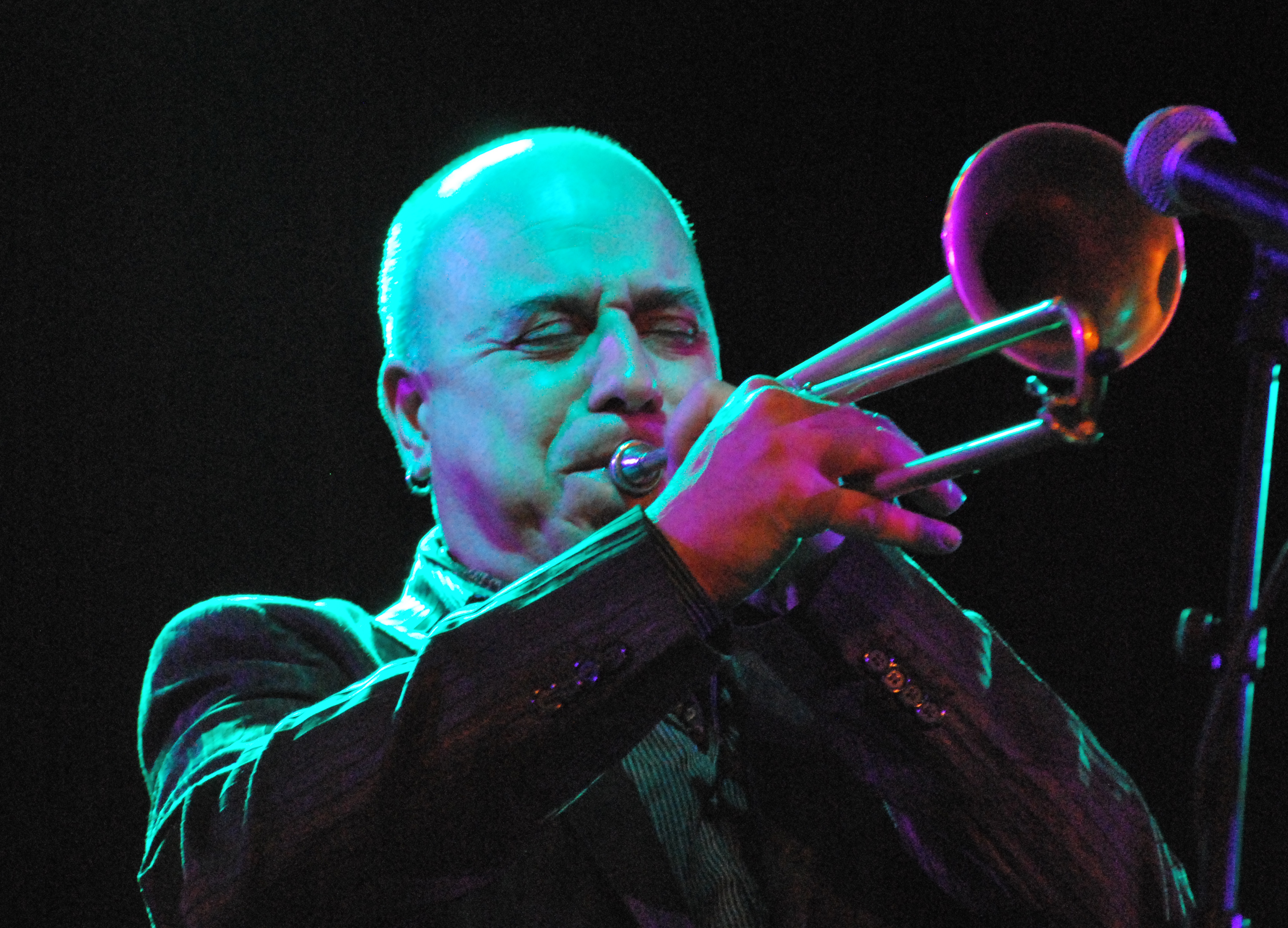
Steven Bernstein bei einem Konzert mit Sex Mob 2010

- Nagl, Bernstein, Akchote, Jones – Big Four Live (hatOLOGY 637[5])
  1. Radiergummi (Nagl) 6:15
  2. Artie Shaw (Bernstein) 1:56
  3. Monx (Nagl) 5:37
  4. New Viper Dance (Bernstein) 10:26
  5. Teahouse Tango (Bernstein) 5:20
  6. Big Four (Nagl) 6:44
  7. Ring A Ring (Nagl) 6:06
  8. Muddy (Bernstein) 10:00
  9. Muggles 2000 (Bernstein) 5:14

## Rezeption
Max Nagls Big Four gelinge dabei ein „aus dem Gleichgewicht geratenes“ Quartett-Tribut an Sidney Bechets Hot Four, schrieb das Magazin Signal to Noise.
Chris May war in All About Jazz der Ansicht, das Album komme einem Heureka-Moment gleich: „gleichzeitig geistreich und swingend, ohne das Gefühl für das Spiel zu verlieren, das Bechets Gruppenaufnahmen auszeichnet, ist Nagls Band Lichtjahre von sterilem Revival entfernt. Vielmehr ist es eine überwältigende Bestätigung des kreativen Potenzials eines postmodernen Ideenreichtums.“ […] „Seien es die thematischen Kontrapunkte und improvisieren Duette von  Nagl und Bernstein, das immer einfallsreiche Comping und Solospiel von Akchoté, oder der Sinn für Humor, der diese Aufnahmen durchzieht, hier gibt es eine Menge zu genießen, hier kommt man voll auf seine Kosten.“
Für den Autor ist die „reichhaltige Mischung aus Geschichte und Genres“ zentrales Moment: Die Aufgabe der Gruppe werde durch die beteiligten Individuen gesteigert. Nagl selbst, der aus weniger traditionell-inspirierten Projekten als diesem komme, sei hier „auf überzeugende Weise vertraut“ mit dem Material aus New Orleans Jazz, Blues und New Thing-Impressionismen. Dabei balanciere Bernstein Nagls instinktiven Hang zum Art-House mit einem Growling und Gutbucket-Stil, der in den tiefen Registern seinem Horn die Eigenschaft einer New Orleans Tailgate-Posaune gebe. Gitarrist Noel Akchoté, dessen stilistische Einflüsse von Derek Bailey bis zu Muddy Waters reichten, gelinge hier eine „eindrucksvolle Melange“; sein Spiel sei warm, voll und tönend, auch in spitzesten Splitterklängen. „Seine Improvisationen sind unerschöpflich melodisch, oft auch nett, und seine Linien sind langgezogen und architektonisch.“ Bassist Bradley Jones, „der den Kessel ohne Hilfe eines Schlagzeugers heizen muss“, tue dies und noch viel mehr; er sein weiterer melodischer Solist, der sein Instrument zum Singen bringe.